# Xã Jackson, Quận Benton, Iowa
Xã Jackson (tiếng Anh: Jackson Township) là một xã thuộc quận Benton, tiểu bang Iowa, Hoa Kỳ. Năm 2010, dân số của xã này là 653 người.